# Charles Fellows
Sir Charles Fellows (Nottingham, août 1799 - Londres, 8 novembre 1860) est un archéologue britannique.

## Biographie
Fils de banquier, il part visiter l'Asie Mineure en 1838 et découvre Smyrne. Il parcourt la Mysie, atteint Constantinople, traverse la Phrygie, la Pisidie et la Pamphylie, puis, de la Lycie, remonte le fleuve Xanthos et relève durant le périple les ruines antiques.
À son retour, il publie le journal de son voyage. En 1839, il retourne en Lycie avec le peintre George Scharf pour y continuer ses relevés mais n'obtenant pas les autorisations du gouvernement turc, revient en Angleterre. Il informe alors le British Museum de l'importance d'y organiser des fouilles d'autant plus que deux missions allemandes y ont été envoyées.
En décembre 1841, il se rend à Xanthos et y obtient l'autorisation de prélever les sculptures. Il explore alors toute la vallée et recueille quatre-vingt-deux caisses de sculptures. En 1843, il retourne à Xanthos avec Scharf et fait détacher les bas-relief du grand monument des Néréides aujourd'hui présentés au British Museum ainsi que ceux de la tombe des Harpies.

## Travaux
- A Journal written during an Excursion in Asia Minor, 1839
- An Account of Discoveries in Lycia, being a Journal kept during a second Expedition in Asia Minor, 1841
- The Xanthian marbles, their Acquisition and Transmission to England, 1843
- Account of the Ionic Trophy Monument Excavated at Xanthus, 1848
- Travels and researches in Asia Minor, 1852